# The Sisters (Neuseeland)
The Sisters (Moriori: Rangitatahi, dt. „Die Schwestern“) sind eine Gruppe kleiner, felsiger Inseln im Archipel der zu Neuseeland gehörenden Chatham-Inseln im südwestlichen Pazifischen Ozean.

## Geographie
Die Inseln liegen 27 km nordwestlich von Cape Young, dem nördlichsten Punkt der Hauptinsel Chatham Island, und stellen somit die nördlichste Landmasse der Chatham-Inseln dar. The Sisters besteht aus drei Inseln:
- Big Sister (Rangitatahi, 7,7 Hektar)
- Middle Sister (Te Awanui, 4,8 Hektar)
- Little Sister (im Osten, 7,3 Hektar)

## Fauna
Die abgelegenen Inseln sind ein bedeutendes Brutgebiet für Seevögel, insbesondere für den Nördlichen Königsalbatros (Diomedea sanfordi), dessen weltweit größte Populationen sich hier sowie auf der Inselgruppe Forty-Fours befinden.